# 陸軍機甲本部
陸軍機甲本部（りくぐんきこうほんぶ）は、大日本帝国の陸軍大臣に隷属する機関のひとつ。陸軍省の外局として、陸軍における機甲部隊および騎兵部隊に関する教育、編制、技術開発を統御、管理した。1941年（昭和16年）4月に設立され、太平洋戦争（大東亜戦争）敗戦につづく陸軍解体にともない、1945年（昭和20年）11月に廃止された。

## 概要
1939年9月、欧州で始まった第二次世界大戦におけるナチス・ドイツ軍は、電撃戦と呼ばれる理論により戦車を中心とした機械化部隊からなる機甲部隊を活用し戦果をあげていた。日本陸軍も機甲部隊の有用性を認識し、また航空に特化した外局である陸軍航空本部の先例にならい、機甲部隊の統轄機関を設けることとした。
1941年（昭和16年）4月10日、陸軍機甲本部令（勅令第405号）の施行により陸軍機甲本部が設立された。陸軍機甲本部（以下、場合により機甲本部と略）は陸軍省の外局とされ、その任務は前記本部令第1条で次のように定められた（1941年4月時点）。
- 機甲部隊および騎兵部隊の教育において該当する部隊の専門に関する事項を掌（つかさど）る。
- 関係諸学校に関する事項を掌る。
- 戦車（装甲車を含む、以下同じ）牽引車、および自動車の整備に関する事項を掌る。
- 機甲部隊、騎兵部隊、および戦車を主体とする諸兵連合部隊に関する調査と研究を行う。
- 戦車、牽引車、自動車、および自動車燃料の調査と研究を行い、その進捗をはかる。

陸軍機甲本部の編制は陸軍大臣に隷属する本部長のもと、庶務課、第一課、第二課、第三課である。また機甲本部の設立と同時に教育総監部では第二部と騎兵監部が廃止され、第二部第四課の業務は機甲本部に移管された。開設当初、陸軍機甲本部は東京市麹町区永田町の陸軍省構内に置かれた。
同年5月5日、陸軍機甲本部業務分掌規定（陸達第30号）により、機甲本部における各課の任務は次の事項を掌ると定められた（1941年5月時点）。
庶務課
- 部内の庶務に関する事項。
- 准士官および判任文官以下の人事に関する事項。
- 部内の経理に関する事項。
- 他課所掌に属さない事項。

第一課
- 部内全般の業務整理に関する事項。
- 機甲部隊、騎兵部隊、および戦車を主体とする諸兵連合部隊の編制、装備、および動員に関する事項。
- 所轄学校の編制制度に関する事項。
- 機甲部隊、騎兵部隊、および戦車を主体とする諸兵連合部隊の調査、研究に関する事項。
- 将校および高等文官の人事に関する事項。
- 予算および演習費に関する事項。
- 機甲部隊、騎兵部隊関係の条例規則、および戦時諸勤務令に関する事項。

第二課
- 機甲部隊、騎兵部隊、および所轄学校の教育に関する事項。
- 機甲部隊、騎兵部隊の典令範に関する事項。
- 陸軍少年戦車兵学校生徒の召募および試験に関する事項。

第三課
- 戦車、牽引車、自動車、および自動車燃料の調査、研究に関する事項。
- 戦車、牽引車、および自動車の整備の基本に関する事項。
- 軍隊および所轄学校における戦車、牽引車、および自動車の保存取扱いに関する指導並びに検査に関する事項。

同年、太平洋戦争開戦の前日となる12月7日、陸軍機甲本部は東京市牛込区市谷本村町の陸軍士官学校跡地に移転し、陸軍省も翌週15日に同地へ移転した。
1945年（昭和20年）8月、日本政府はポツダム宣言の受諾を決定し、太平洋戦争は日本の敗戦で終わった。同年11月26日、陸軍省令第56号により陸軍機甲本部令が廃止され、同時に陸軍機甲本部も廃止となった。

## 年譜
- 1941年4月 - 東京市麹町区永田町の陸軍省構内に陸軍機甲本部を設置。
- 1941年12月 - 陸軍機甲本部を東京市牛込区市谷本村町の陸軍士官学校跡に移転。
- 1945年11月 - 敗戦にともなう陸軍解体により陸軍機甲本部を廃止。

## 所轄学校
- 千葉陸軍戦車学校
- 公主嶺陸軍戦車学校（のちに四平陸軍戦車学校と改称）
- 陸軍騎兵学校
- 陸軍機甲整備学校
- 陸軍少年戦車兵学校

## 歴代本部長
- 吉田悳 中将：1941年4月10日 - 1942年6月26日
- 本多政材 中将：1942年6月26日 - 1943年3月11日
- 桜井省三 中将：1943年3月11日 - 1944年1月7日[8]
- 西原一策 中将：1944年1月7日[8] - 1945年1月23日（在職中に死去）
- 野田謙吾 中将：1945年3月1日[9] - 1945年4月7日[10]（教育総監部本部長兼職）
- 原守 中将：1945年4月7日[10] - 1945年5月5日[11]（教育総監部本部長兼職）
- 寺田雅雄 中将：1945年5月5日[11] -